# Jürgen Conings
Jürgen Conings (niederländisch: [ˈjyːrɣə(ŋ) ˈkoːniŋks]; geboren 28. September 1974 im Maaseik; gestorben Mai oder Juni 2021 in Dilsen-Stokkem) war Obergefreiter der belgischen Luftstreitkräfte und Schießausbilder.
Die Fahndung nach Jürgen Conings begann am 18. Mai 2021, nachdem entdeckt worden war, dass Conings, ein unter Rechtsextremismus-Verdacht stehender belgischer Soldat, am Vortag mehrere Waffen aus der Kaserne in Leopoldsburg entwendet hatte und Abschiedsbriefe gefunden wurden, die gewalttätige Drohungen gegen die belgische Regierung und Virologen (im Zusammenhang mit der laufenden COVID-19-Pandemie) enthielten.
Am 20. Juni 2021 meldeten belgische Medien, dass im Wald von Dilsen-Stockem (Dilserbos) eine Leiche gefunden worden war, die später von der Staatsanwaltschaft als die Leiche von Jürgen Conings bestätigt wurde. Einen Tag später bestätigte die Staatsanwaltschaft, dass Conings durch Suizid mit einer Schusswaffe starb.

## Jürgen Conings
Jürgen Conings war Obergefreiter der belgischen Luftstreitkräfte und Schießausbilder. Er war ein ehemaliger Elitesoldat und erfahrener Scharfschütze. Im Laufe seiner Karriere nahm er an elf Auslandseinsätzen in Jugoslawien, Bosnien, Kosovo, Libanon, Irak und Afghanistan teil.
Mehrere Kollegen von Conings erklärten, er vertrete rechtsextremes Gedankengut und habe den belgischen Virologen Marc Van Ranst bedroht. Bis Ende 2020 war Conings Mitglied der rechtspopulistischen Partei Vlaams Belang. Aufgrund seiner politisch linksgerichteten Ideen und seiner Präsenz in den sozialen Medien wurde Van Ranst häufig von Rechten und COVID-19-Skeptikern gleichermaßen angegriffen. Conings erhielt zwei Disziplinarstrafen wegen seiner Drohungen gegen Van Ranst im Jahr 2020. Deshalb wurde er zum Waffenträger degradiert, was ihm den Zugang zur Waffenkammer sicherte.
Nach seinen Drohungen wurde sein Name auf die KOBA-Liste dem Koordinierungsorgan für die Bedrohungsanalyse gesetzt, auf der islamische Extremisten sowie rechts- und linksextreme Personen aufgeführt sind.

## Fahndung
Am 17. Mai 2021 hinterließ Conings drei Abschiedsbriefe, in denen er erklärte, er werde sich den COVID-19-Eindämmungsmaßnahmen der belgischen Regierung widersetzen. Er drohte damit, unter anderem die Regierung, die Armee und Virologen anzugreifen. An diesem Tag lud er, ohne die Geheimdienste und die militärische Führung zu alarmieren, seinen Audi Q5 mit vier M72-LAW-Raketenwerfern. Außerdem führte er eine automatische FN P90 Personal Defence Weapon (PDW) und eine halbautomatische FN-Five-seven-Pistole sowie über 2000 5,7x28-Munitionspatronen mit sich. Zwei Stunden lang kundschaftete er die Umgebung des Privathauses von Marc Van Ranst und seiner Familie aus. Van Ranst und seine Familie wurden während der Fahndung in ein Safehouse gebracht.
Am 18. Mai hinterließ er seine militärischen Ehrenzeichen auf dem Grab seiner Eltern in Peer. Das belgische Militär wurde über sein Verschwinden alarmiert und leitete eine Fahndung ein. Am selben Tag wurde sein verlassener Audi Q5 von dem Jäger Patrick Budé in Dilsen-Stokkem in der Nähe des Nationalparks Hoge Kempen gefunden. Aus dem Auto, das mit einem Booby Trap versehen war, wurden vier Raketenwerfer geborgen.
Die Behörden vermuteten, dass er sich schwer bewaffnet im Nationalpark versteckt hielt. Vom 19. bis 23. Mai war der Nationalpark für die Fahndung gesperrt. Die belgische Armee führte mehrere Razzien im Park durch, die jedoch erfolglos blieben. Unterstützt wurden sie von der Anti-Terror-Einheit GSG 9 der Deutschen, sowie von niederländischen und luxemburgischen Polizeikräften.
Am 20. Mai leitete die Staatsanwaltschaft ein Ermittlungsverfahren gegen Conings wegen "versuchten Mordes und illegalen Waffenbesitzes im terroristischen Kontext" ein. Am 22. Mai wurde Conings' Name auf die rote Interpol-Liste gesetzt. Die Polizei führte am 22. Mai mehrere Hausdurchsuchungen durch, darunter das Haus von Conings, Tomas Boutens und andere Wohnungen von Rechtsextremisten.    
Am 27. Mai führten 400 Polizeibeamte und Soldaten eine weitere Durchsuchung im Nationalpark Hoge Kempen durch. Ein kleiner Teil des Nationalparks wurde für die Öffentlichkeit gesperrt. Die Staatsanwaltschaft erklärte, es gebe keine Hinweise darauf, dass Conings gestorben sei. Bei der Aktion handelte es sich um eine gezielte Durchsuchung, im Gegensatz zu früheren allgemeinen Durchsuchungen des Nationalparks.
Eine weitere begrenzte Durchsuchung wurde am 29. Mai in Lanklaar, einem Teil der Gemeinde Dilsen-Stokkem, durchgeführt. Rund zwanzig Polizei- und Militärfahrzeuge sowie ein Polizeihubschrauber waren im Einsatz.
Am 9. Juni wurde bei einer Durchsuchung in der Nähe von Conings' verlassenem Auto ein mit Munition gefüllter Rucksack gefunden, der höchstwahrscheinlich Conings gehörte. Ein Teil der im Rucksack gefundenen Munition stimmte mit den von Conings gestohlenen Schusswaffen überein, aber es war auch Munition für eine Schrotflinte dabei, was den Verdacht aufkommen ließ, dass er mehr Waffen in seinem Besitz hatte als vermutet.
Medienberichten zufolge hatten die belgischen Streitkräfte bis zum 16. Juni mehr als 650.000 Euro für die Fahndung ausgegeben, wobei der Großteil der Kosten für Material und Treibstoff anfiel, aber auch Prämien für Soldaten, die für die Wochenendfahndung mobilisiert wurden, enthalten waren.

## Auffinden der Leiche und Autopsie
Am 20. Juni bemerkte der Bürgermeister von Maaseik, Johan Tollenaere, den Geruch einer verwesenden Leiche im Wald von Dilsen-Stockem, in der Nähe der Stelle, an der Conings' verlassenes Auto gefunden wurde. Ohne eine Suche nach einer möglichen menschlichen Leiche durchzuführen, alarmierte er die örtliche Polizei, die daraufhin eine Leiche fand. Bevor Tollenaere die Polizei alarmierte, bemerkte ein ortsansässiger Jäger den gleichen Geruch und suchte in der Gegend nach einer Leiche. Am 21. Juni eröffnet die Staatsanwaltschaft Limburg ein Verfahren gegen den Mann, da er verdächtigt wird, Bilder von der Leiche ins Ausland verkauft zu haben. Er erklärte gegenüber der Presse, dass er über einen Fuß der Leiche gestolpert sei. Quellen der Polizei und der Staatsanwaltschaft bestätigten, dass es sich um die Leiche von Jürgen Conings handelte.
Am selben Tag kehrte der Virologe Marc Van Ranst in sein Haus zurück, nachdem er für die Dauer der Fahndung in einem Unterschlupf untergebracht war. Der Autopsie zufolge war die Todesursache Selbstmord durch einen Schuss.
Conings' Familie schickte einen Gerichtsvollzieher zum Bestattungsinstitut, um die Einäscherung seines Leichnams zu verhindern, und forderte eine zweite Autopsie. Ein Richter entschied jedoch, dass die Vorführung von Conings' Leiche nicht notwendig sei. Darüber hinaus erhielt der Bestattungsunternehmer Morddrohungen von unbekannter Seite.
Die Rechtsanwältin der Familie Conings, Carine Knapen, äußert sich in einer Pressemitteilung, dass „obwohl das Franchimont-Gesetz von 1998 ausdrücklich das Recht der Angehörigen auf Identifizierung der Leiche und eine zweite unabhängige Autopsie vorsieht, wurde dieses Recht den Angehörigen von Jürgen Conings von der Staatsanwaltschaft und dem Gericht verweigert.“ Am 29. Juni teilte die Rechtsanwältin mit, dass die Familie Conings gemeinsam beschlossen habe, im Fall ihres verstorbenen Blutsverwandten Jurgen Conings keine weiteren Schritte zu unternehmen.

## Politische Reaktionen und Folgen
Premierminister Alexander De Croo bezeichnete es als inakzeptabel, dass jemand, der als gefährlich gilt, Zugang zu Waffen hat. Verteidigungsministerin Ludivine Dedonder betonte die Notwendigkeit von Maßnahmen. Sie wurde von der Opposition kritisiert, da sie bereits einen Monat zuvor zum Rechtsextremismus in der Armee befragt worden war.
Auf einer Pressekonferenz am 25. Mai räumte die Verteidigungsministerin Ludivine Dedonder gemeinsam mit dem Generalstabschef Michel Hofman ein, dass im Fall Conings Fehler gemacht worden seien, die nun untersucht würden. Am 16. Juni erörterte die belgische Abgeordnetenkammer den Bericht von Dedonder über den Fall Conings. Der Bericht war zwar zuvor durchgesickert, wurde den Abgeordneten aber zunächst nicht ausgehändigt. Die Sitzung wurde daher auf 17 Uhr verschoben, sodass die Abgeordneten die Möglichkeit hatten, den Bericht einzusehen. Dedonder kommentierte den Bericht während der Sitzung mit den Worten: „Strukturelle Unterbesetzung in den verschiedenen Diensten auf allen Ebenen, erhebliche Personalfluktuation, Verlust von Wissen und Erfahrung, eingeschränkte Aufsicht in der letzten Einheit von Conings, Coronavirus-Maßnahmen, unzureichender Informationsfluss, eine neue und komplexe Struktur und interne Personalprobleme beim militärischen Nachrichtendienst , unzureichender Informationsaustausch innerhalb der Verteidigung und zwischen den verschiedenen Sicherheitsdiensten“. Darüber hinaus stellte sie fest, dass es innerhalb der Armee keine klare Politik in Bezug auf den Extremismus gibt.
Am 16. Juli 2021 kündigten Verteidigungsministerin Dedonder und Verteidigungschef Michel Hofman an, dass Generalmajor Philippe Boucké Mitte August durch Vize-Admiral Wim Robberecht ersetzt wird. Boucké selbst gibt an, dass seine Kündigung bereits am 8. Juli 2021 beschlossen wurde.
Am 24. August 2021 äußert die Staatsanwaltschaft gegenüber der Presse, dass Jürgen Conings vermutlich bereits am 18. Mai 2021 Selbstmord verübt hat, da der Schrittzähler auf seinem iPhone für diesen Tag nur noch 800 Schritte registriert hat und dann nichts mehr. 2 Tage später fordert die Rechtsanwältin Carine Knapen den Generalstaatsanwalt Fréderic Van Leeuw in einem offenen Brief zum Rücktritt auf. Ein Zeuge legt ein Foto der militärischen Akte von Conings vor, in welcher als Todesdatum der 20. Mai 2021 angegeben ist. Dieses Datum wurde bereits vor seinem Auffinden am 20. Juni 2021 registriert.

## Unterstützer
Conings konnte auf die Unterstützung mehrerer rechtsextremer Personen und Organisationen zählen. Der rechtsextreme Tomas Boutens kannte Conings und brachte seine Unterstützung zum Ausdruck.
Eine Facebook-Gruppe mit dem Namen Als 1 achter Jürgen wurde am 20. Mai als Unterstützungsgruppe für Conings ins Leben gerufen und gewann in den ersten 24 Stunden fast 11.500 Mitglieder. Nachdem die Gruppe fast 45.800 Mitglieder gewonnen hatte, entfernte Facebook sie am 25. Mai mit der Begründung, dass "Seiten, die Terroristen loben oder unterstützen, wie Jürgen Conings, auf Facebook oder Instagram nicht erlaubt sind".
In Maasmechelen, in der Nähe des Nationalparks Hoge Kempen, fand ein "Marsch für Jürgen" statt, an dem rund 150 Personen teilnahmen. Ein Teilnehmer wurde dabei gefilmt, wie er den Nazigruß zeigte. Am 23. Mai nahmen etwa 200 Menschen an einem zweiten "Marsch für Jürgen" teil. Am 24. Mai, dem Tag der Wiedereröffnung des Nationalparks, wurde in dem zum Nationalpark gehörenden Heidegebiet Mechelse Heide eine Wanderung zur Unterstützung von Conings organisiert, an der 100 Personen teilnahmen.
Am Abend des 20. Juni, dem Tag, an dem die Leiche von Conings gefunden wurde, hielten etwa 140 Sympathisanten eine Mahnwache für Conings ab. In Anwesenheit mehrerer Mitglieder der Familie Conings zogen die Teilnehmer von einem Park in Dilsen-Stokkem zum Haus von Jürgen Conings, wo sie Blumen niederlegten und Kerzen anzündeten.
Die Fahndung nach Conings hat unter seinen Anhängern mehrere unbewiesene Verschwörungstheorien hervorgebracht, darunter auch die Annahme, dass Conings von der Regierung getötet wurde.
Im August 2021 beauftragen Freunde und Familie von Jurgen Conings ein niederländisches Medium, um Antworten auf offene Fragen zu erhalten.